# 让布卢站
让布卢站（法語：Gare de Gembloux）是比利时那慕尔省城市让布卢的鐵路車站。该站于1855年6月14日启用，后于2009年被新车站取代。

## 列车服务
该站提供以下列车服务：
- 城际列车 (IC-16) 布鲁塞尔 - 那慕尔 - 阿爾隆 - 卢森堡
- 城际列车 (IC-17) 布鲁塞尔机场 - 布鲁塞尔卢森堡 - 那慕尔 - 迪南（周一至周五）
- 城际列车 (IC-17) 布鲁塞尔 - 那慕尔 - 迪南（周末）
- 城际列车 (IC-18) 布鲁塞尔 - 那慕尔 - 列日（周一至周五）
- 地方列车 (L-08) 奥蒂尼 - 让布卢 - 那慕尔